# Río Tutunendó
Río Tutunendó är ett vattendrag i Colombia.   Det ligger i departementet Chocó, i den nordvästra delen av landet, 300 km väster om huvudstaden Bogotá.